# Cuando me suenan las tripas
Cuando me suenan las tripas es el primer álbum de estudio de La Cabra Mecánica, publicado en 1997 por la discográfica Dro East West. 
La banda fue creada dos años antes en Madrid por Miguel Ángel Hernando, más conocido como Lichis (Gracia, Barcelona, 1970), cantante, bajista y compositor, que mantendría dicho proyecto hasta 2010 con un total de seis álbumes editados, componiendo él mismo la totalidad de canciones en letra y música, siendo como en el caso de este, arregladas conjuntamente con el resto de músicos de la banda.
En este álbum debut se muestra el carácter ecléctico que acompañaría a la música de La Cabra Mecánica y que le ha granjeado a Lichis el respeto de crítica especializada y público a lo largo de su andadura musical: canciones viscerales con melodías pegadizas de diferentes estilos e influencias, con unas letras costumbristas a la vez que ácidas, especialmente poéticas, y con una gran dosis de sinceridad y humor inteligente sobre las realidades y preocupaciones vitales, mezclando en cuanto al estilismo musical infinidad de estilos como el rock, pop, rumba, country, funky o ska, en una primera obra cuya mejor definición podría ser la del mestizaje cultural y musical. 
El disco tuvo una gran acogida por la crítica, que alabó tanto la riqueza musical y poética del mismo como la valentía del compositor al conseguir editar en una gran discográfica un álbum con unas letras tan atrevidas, consiguiendo incluso con su segundo single, y quizás el corte con la letra más espinosa de todo el álbum, «Reina de la Mantequilla», sonar en las principales radiofórmulas del país. Aún hoy, este disco es considerado por buena parte de la crítica como el inicio de un estilo musical que después seguirían otros artistas españoles con un carácter más comercial y con menos atención a la parte lírica que la que caracteriza a los temas compuestos por el músico barcelonés. 

## Antecedentes
Desde principios de los años 90, Lichis, trasladado a Madrid desde su adolescencia, había estado tocando el bajo eléctrico de forma profesional con diferentes grupos de la capital en ambientes de blues y folk mientras componía sus propios temas, intentando mover las maquetas de los mismos que había grabado en Lavapiés en un estudio con Juan Tamayo, saxofonista que a la postre participaría en numerosas ocasiones con La Cabra Mecánica. Con la idea de tocar esos temas en directo, en 1993 formó junto a algunos de los músicos y compañeros con los que había participado el grupo Maleza, un grupo poco estable que se convirtió en el germen del lado más rumbero y conocido de La Cabra, con el que empezó a dar conciertos en los que incluía charlas humorísticas sobre el grupo. Al mismo tiempo, formó parte del grupo La Pocilga, del que salieron los temas más roqueros de La Cabra Mecánica, así como de Tess, un grupo de jazz-fusión en el que hacía versiones. El éxito de este último le hizo retomar con más fuerza el proyecto de Maleza, y junto a sus compañeros de grupo y otros músicos como Julián Kanevsky y Pedro Tirado (por aquel entonces en Tijuana Stars) en las guitarras, rápidamente comenzó a llenar los bares y locales musicales mezclando todos los estilos con los que había experimentando esos años: la rumba catalana y los ritmos flamencos con los que había crecido en su familia, unidos al rock, pop, punk, blues, jazz, copla y demás estilos e influencias con los que se desarrolló musicalmente desde su juventud hasta entonces. Entre los artistas que siempre ha reconocido como más influyentes en su música se encuentran tan dispares como The Beatles, Cream, Charly García, Joan Manuel Serrat, Gato Pérez, Los Lobos, Arístides Moreno, Martirio o Tom Waits.
Las inquietudes musicales del autor, que deseaba explorar más en sus capacidades artísticas, hicieron que en 1995 decidiera dar forma a todas esas composiciones con un toque más personal y mayor capacidad de decisión, por lo que decidió crear un proyecto musical más estable al que llamó La Cabra Mecánica, consiguiendo editar en 1997 este primer álbum y desarrollando una reconocida carrera hasta su disolución en 2010.

## Temática del álbum
El carácter mestizo y de unión de culturas de este primer trabajo se observa ya desde el primer corte, «Vengo de Lavapiés», una canción que abre la obra como una clara declaración de intenciones, en el que solamente una línea de percusión de aires africanos acompaña a la voz en un tema que precisamente hace referencia a uno de los barrios con mayor mezcla cultural del país, en el cual el autor vivió durante algún tiempo y del que absorbió diferentes estilos y vivencias cuando empezó su andadura compositiva. A partir de ahí el álbum comienza un viaje por diferentes músicas, como los estilos sudamericanos de «Pégate un tiro» con su ritmo, trompetas y charango de aire mariachi, o el tango inicial de «Reina de la Mantequilla» que acaba derivando en un folk-rock de guitarras distorsionadas, con una línea muy acelerada de piano y batería. Ambas canciones fueron las elegidas para ser los dos primeros singles del álbum.
La valentía y sinceridad de las letras adquiere un significado especial con «El último cantautor» en la que el autor critica con una mordaz ironía algunos ejemplos de estilos musicales que en ese momento estaban de moda, incluso adelantándose al boom que supusieron algunos de ellos años después, como los grupos 'alternativos', los autollamados de 'flamenquito', los grupos 'protesta' o los 'nuevos cantautores'. Precisamente este tema sería interpretado en directo años después para el disco Ni jaulas ni peceras junto con Ismael Serrano, uno de los artistas ejemplo de nuevo cantautor español, demostrando así el humor que caracteriza al tema.
Con «Mi única riqueza», una canción de estribillo pegadizo, quizás una de las mayores virtudes compositivas del autor, se descubre el estilo musical que a la postre sería muy utilizado por la banda hasta el punto de ser considerado por el gran público como el más característico de la misma: la rumba, en este caso, mezclándola con un rock de estilo americano (años después se incluiría en el disco Carne de Canción una versión alternativa, más cruda y con guiño incluido a la canción «Jessica» de The Allman Brothers Band. Igualmente ocurre con los ritmos de funky jazz que tendrían mayor presencia en su segundo álbum y que ya en este se presentan con una potente línea de bajo en «Camellos de derechas», y fusionados al ska del tema «Hablar por hablar».
Otro de los cortes que posteriormente tendría más repercusión para los fanes de la banda fue «Que te follen», una balada de aire rock potente con una letra muy dura sobre la autodestrucción en la que caen algunos músicos, y que por su sinceridad acabaría siendo una de las preferidas por los seguidores del grupo. Igualmente ocurriría con «Arroz con ajo», una de las canciones fetiche de la banda y habitual sus directos, un tema de estilo country con una letra directa sobre las penas de quienes consiguen vivir con lo suficiente, o con «En la soleada tarde de domingo en un parque de Moratalaz», la canción más roquera del álbum y al mismo tiempo con la letra de más costumbrista y jocosa a la hora de definir a los protagonistas de la historia narrada.

## Lista de canciones
Todas las canciones escritas y compuestas por Miguel Ángel Hernando Lichis.
| N.º | Título                                                     | Duración |  |
| 1.  | «Vengo de Lavapiés»                                        | 3:01     |  |
| 2.  | «Pégate un tiro»                                           | 3:04     |  |
| 3.  | «Reina de la mantequilla»                                  | 3:15     |  |
| 4.  | «El último cantautor»                                      | 3:11     |  |
| 5.  | «Mi única riqueza»                                         | 2:22     |  |
| 6.  | «Que te follen»                                            | 3:11     |  |
| 7.  | «El hombre rana»                                           | 3:02     |  |
| 8.  | «Arroz con ajo»                                            | 3:05     |  |
| 9.  | «Hablar por hablar»                                        | 2:52     |  |
| 10. | «En la soleada tarde de domingo en un parque de Moratalaz» | 3:42     |  |
| 11. | «Camellos de derechas»                                     | 2:31     |  |
| 12. | «La canción de las plantas»                                | 4:24     |  |

## Miembros
- Lichis –  Voz, Bajo eléctrico.
- Juan Carlos Arellano - Batería y Cajón.
- Carlos Prieto - Guitarra española, acústica y eléctrica, charango y coros.
- Javier Jiménez - Teclados.
- Julián Kanevski - Guitarra eléctrica.
- Pedro Tirado - Guitarra eléctrica y coros.
- Niko Roca - percusión.
- Diego Galaz - Violín.
- Angelo Mancini - Trompeta.

## Datos relevantes
- El disco fue producido, grabado y mezclado por Cataldo Torelli (asistido por Juan Barrio) en los estudios BOX (Madrid) y masterizado por Ian Cooper en Metropolis (Londres).
- Se editaron un total de cuatro singles, correspondientes a las canciones: «Pégate un tiro», «Reina de la mantequilla», «Mi única riqueza» y «Arroz con ajo».
- En el único disco en directo editado por la banda, Ni jaulas ni peceras (2003), se incluyeron versiones en directo de las canciones «Reina de la mantequilla», «Mi única riqueza», «Arroz con ajo», «Que te follen», «La canción de las plantas» y «El último cantautor», esta última a dúo con Ismael Serrano.
- Versiones alternativas de las canciones «Mi única riqueza», «Pégate un tiro» y «En la soleada tarde de domingo en un parque de Moratalaz» serían incluidas en el último disco de la banda, Carne de Canción, editado en 2009.